# Streckung (Musik)
Unter Streckung oder Spreizung versteht man eine Technik beim Stimmen von Saiteninstrumenten, besonders von Klavieren.
Beim Klavierstimmen wird zunächst die Temperatur gelegt, normalerweise in Form eines Quintenzirkels ab dem Ton a1, anschließend stimmt man in Oktavschritten aufwärts und abwärts. Dabei werden die Oktaven „gestreckt“, das heißt, die oberen Töne im Diskant werden zunehmend höher, die unteren im Bass tiefer gestimmt, als sie rein rechnerisch wären.
Obwohl die Grundschwingung der Saiten damit „falsch“ ist, hört das menschliche Ohr schwebungsarme oder -freie Oktaven. Dies ist darin begründet, dass die Obertöne, die einen großen Teil des Klanges einer Saite ausmachen, nur bei einer „idealen Saite“, die unendlich dünn und frei von Biegesteifheit ist, dem rechnerischen Ideal (1:2, 1:3, 1:4 usw.) entsprechen würden. Die Steifigkeit der realen Saiten übt jedoch zusätzlich zur mechanischen Spannung eine Kraft auf die Saiten aus und erhöht so die Frequenz der Obertöne (je höher, desto mehr). Bei extrem kurzen und dicken Saiten ist dieser Effekt so stark, dass sie schon für sich allein unsauber klingen und praktisch unstimmbar sind. Dieses Phänomen wird als Inharmonizität bezeichnet.
Das Maß der Streckung hängt damit von der Länge und der Beschaffenheit der Saiten ab: Je steifer eine Saite ist, umso mehr muss die Oktave gestreckt werden. Bei relativ langen und deshalb weniger dicken Basssaiten ist weniger Streckung erforderlich. Bei einem langen Konzertflügel streckt man die Oktaven damit wesentlich weniger als bei einem niedrigen Pianino. Bei einem Cembalo mit seinen dünnen Saiten werden die Oktaven überhaupt nicht gestreckt.
Das Ausmaß der Streckung wird überwiegend vom menschlichen Ohr bestimmt und nicht von elektronischen Stimmgeräten, welche allerdings bei der Anlegung der verschiedenen Arten von Stimmungen eine Hilfe sein können, indem sie das Obertonspektrum zeigen. Die Streckung nimmt mit steigender Modenzahl zu und kann bis zu 30 Cent betragen.
Zwecks Angleichung an reale Klaviere werden manchmal auch elektronische Instrumente auf diese Art „verstimmt“, obwohl das bei ihrer Art der Tonerzeugung eigentlich überflüssig ist.
Inharmonizität kann auch helfen, kleine Stimmungsstörungen in ähnlicher Weise zu verschleiern, wie es das Vibrato bei anderen Instrumenten und Sängern bewirkt.